# Luis I de Hungría
Luis I (en latín, Ludovicus I; en húngaro, I. Lajos; Visegrád, 5 de marzo de 1326 – Nagyszombat, 10 de septiembre de 1382) o Luis de Anjou (en húngaro, Anjou Lajos; en croata, Ludovik [Ljudevit] I. Anžuvinac [Anžuvinski]; en polaco, Ludwik Andegaweński), llamado «el Grande» (en latín, Ludovicus Magnus; en húngaro, Nagy Lajos; en croata, Ludovik Veliki; en eslovaco, Ľudovít Veľký) o «el Húngaro» por los polacos (Ludwik Węgierski), fue rey de Hungría y Croacia a partir de 1342 y de Polonia desde 1370 hasta su muerte. Fue el primer hijo de Carlos I de Hungría y su esposa, Isabel de Polonia, en sobrevivir la infancia. Un tratado de 1338 entre su padre y Casimiro III —el tío materno de Luis— confirmó el derecho del príncipe a heredar el Reino de Polonia si Casimiro III moría sin hijos. A cambio, Luis estaba obligado a ayudar a su tío en la reocupación de los territorios que Polonia había perdido en años anteriores. Ostentó el título de duque de Transilvania entre 1339 y 1342, pero no administró la provincia.
Aunque ya era mayor de edad cuando sucedió a su padre en 1342, su madre profundamente religiosa ejerció una poderosa influencia sobre él. Heredó un reino centralizado y un gran tesoro de su padre. Durante los primeros años de su reinado, Luis lanzó una cruzada contra los lituanos y restauró la autoridad real en Croacia. Sus tropas derrotaron al ejército tártaro y ampliaron su dominio hacia el mar Negro. Cuando su hermano Andrés —duque de Calabria y esposo de la reina Juana I de Nápoles— fue asesinado en 1345, Luis acusó de asesinato a la viuda; durante los siguientes años, conseguir un castigo para ella se convirtió en el principal objetivo de su política exterior. Lanzó dos campañas en el Reino de Nápoles entre 1347 y 1350. Sus tropas ocuparon territorios extensos en ambas ocasiones y Luis incorporó los estilos de los soberanos napolitanos (incluyendo el título del rey de Sicilia y Jerusalén), pero la Santa Sede nunca reconoció estas acciones. Las decisiones arbitrarias de Luis y las atrocidades cometidas por sus mercenarios hicieron impopular a su reinado en el sur de Italia. En 1351 retiró sus tropas en el Reino de Nápoles.
Al igual que su padre, administró Hungría con poder absoluto y usó prerrogativas reales para otorgar privilegios a sus cortesanos. Sin embargo, también aprobó libertades de la nobleza húngara en la dieta de 1351 e hizo énfasis en la igualdad de condición de los nobles. En la misma dieta, introdujo un sistema de vinculación hereditaria y alquileres a pagos uniformes de los campesinos a los terratenientes y aprobó el derecho a la libre circulación para los campesinos. Luis llevó a cabo guerras contra los lituanos, Serbia y la Horda de Oro en los años 1350 y restauró la autoridad de los monarcas húngaros sobre territorios cercanos a las fronteras que se habían perdido durante los años anteriores. Obligó a la República de Venecia a renunciar a las ciudades dálmatas en 1358. También hizo varios intentos de ampliar su suzeranía sobre los gobernantes de Bosnia, Moldavia, Valaquia y zonas de Bulgaria y Serbia. Algunas veces, estos gobernantes cedían ante Luis, ya sea bajo coacción o con la esperanza de apoyo contra sus opositores internos, pero el gobierno de Luis en estas regiones fue solo nominal durante la mayor parte de su reinado. Sus intentos de convertir a sus súbditos paganos u ortodoxos al catolicismo le hicieron impopular en los países balcánicos. Luis estableció una universidad en Pécs en 1367, pero fue cerrada dos décadas después porque no consiguió suficientes ingresos para mantenerse.
Heredó Polonia después de la muerte de su tío en 1370. Como no tenía hijos varones, Luis trató que sus súbditos reconocieran el derecho de sus hijas María y Eduviges a sucederle en Hungría y Polonia, respectivamente. Para conseguir esto, emitió el Privilegio de Koszyce en 1374, que explicaba las libertades de los nobles polacos. Sin embargo, su reinado fue impopular en Polonia. En Hungría, autorizó a las ciudades reales libres a delegar miembros del jurado ante un tribunal superior que conocía sus casos y estableció una nueva corte superior. Debido a una enfermedad de la piel, Luis se volcó a la devoción cristiana durante los últimos años de su vida. Al comienzo del cisma de Occidente, reconoció a Urbano VI como el papa legítimo. Después de que el pontífice destronara a Juana I y nombrara al primo lejano de Luis —Carlos de Durazzo— rey de Nápoles, el monarca húngaro ayudó al nuevo monarca napolitano a consolidar su poder en el reino. En la historiografía húngara, Luis fue considerado durante siglos como el rey húngaro más poderoso que gobernó un imperio «cuyas costas eran bañadas por tres mares».

## Infancia y juventud

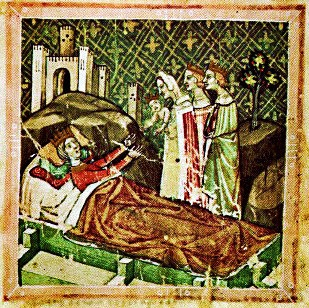
Nacimiento de Luis (miniatura de la Crónica iluminada).

Nacido el 5 de marzo de 1326, fue el tercer hijo de Carlos I de Hungría y su esposa, Isabel de Polonia. Fue bautizado con el nombre del tío de su padre, Luis, obispo de Toulouse (canonizado en 1317). El primogénito de sus padres, Carlos, falleció antes de que Luis naciera. Este último se convirtió en el heredero de su padre después de la muerte de su segundo hermano Ladislao en 1329.
Tuvo una educación liberal para los estándares de su edad y aprendió francés, alemán y latín. Mostró un especial interés por la historia y la astrología. Un clérigo de Breslavia (Wrocław), Nicolás, le enseñó los principios básicos de la fe católica. Sin embargo, el entusiasmo religioso del príncipe se debe a la influencia de su madre. El 17 de abril de 1330, dos de sus tutores —Nicolás Drugeth y Nicolás Knesich— salvaron su vida y la de su hermano menor, Andrés, cuando Feliciano Záh (uno de los miembros de la corte) intentó «con iniquidad deliberada y furor en el rostro» asesinar a la familia real en Visegrád.
Luis tenía solo nueve años cuando selló un acuerdo de alianza entre su padre y Juan I de Bohemia. Un año más tarde, acompañó a su padre en la invasión de Austria. El 1 de marzo de 1338, el hijo y heredero de Juan de Bohemia, Carlos, margrave de Moravia, firmó un nuevo tratado con Carlos I y Luis en Visegrád. Según el tratado, Carlos de Moravia reconoció el derecho de los hijos del rey de Hungría a suceder a su tío materno, Casimiro III de Polonia, si este moría sin un heredero masculino. Asimismo, Luis prometió que se casaría con la hija del margrave, Margarita de Bohemia (de tres años).
La primera esposa de Casimiro III, Aldona de Lituania, murió el 26 de mayo de 1339. Dos importantes nobles polacos —Zbigniew (canciller de Cracovia) y Spycimir Leliwita— convencieron al rey polaco —que no había engendrado un hijo— de hacer a su hermana Isabel y su descendencia los herederos. De acuerdo con Jan Długosz, Casimiro III celebró el sejm general (el parlamento bicameral de Polonia y Lituania) en Cracovia, donde «los prelados y nobles reunidos» proclamaron a Luis como su heredero, pero la referencia al sejm es anacrónica. El historiador Paul W. Knoll afirmó que Casimiro III prefería la familia de su hermana que a sus propias hijas o un miembro de una rama cadete (los descendientes de la línea masculina de los hijos más jóvenes de un monarca o patriarca) de la dinastía Piast, porque quería asegurar el apoyo del rey de Hungría contra los caballeros teutónicos. El padre y el tío de Luis firmaron un tratado en Visegrád en julio en el cual Casimiro III nombró heredero a Luis en caso de morir sin hijos varones. A cambio, Carlos I prometió que Luis reconquistaría Pomerania y otras tierras polacas perdidas ante la Orden Teutónica por la escasez de financiamiento polaco y solo emplearía a polacos en la administración real en ese país.
Luis recibió de su padre el título de duque de Transilvania en 1339, pero no administró personalmente la provincia. Según una cédula real del mismo año, la prometida de Luis, Margarita de Bohemia, vivía en la corte real húngara. La corte ducal de Luis fue mencionada por primera vez en una cédula real de 1340.

## Reinado

### Primeros años (1342-1345)

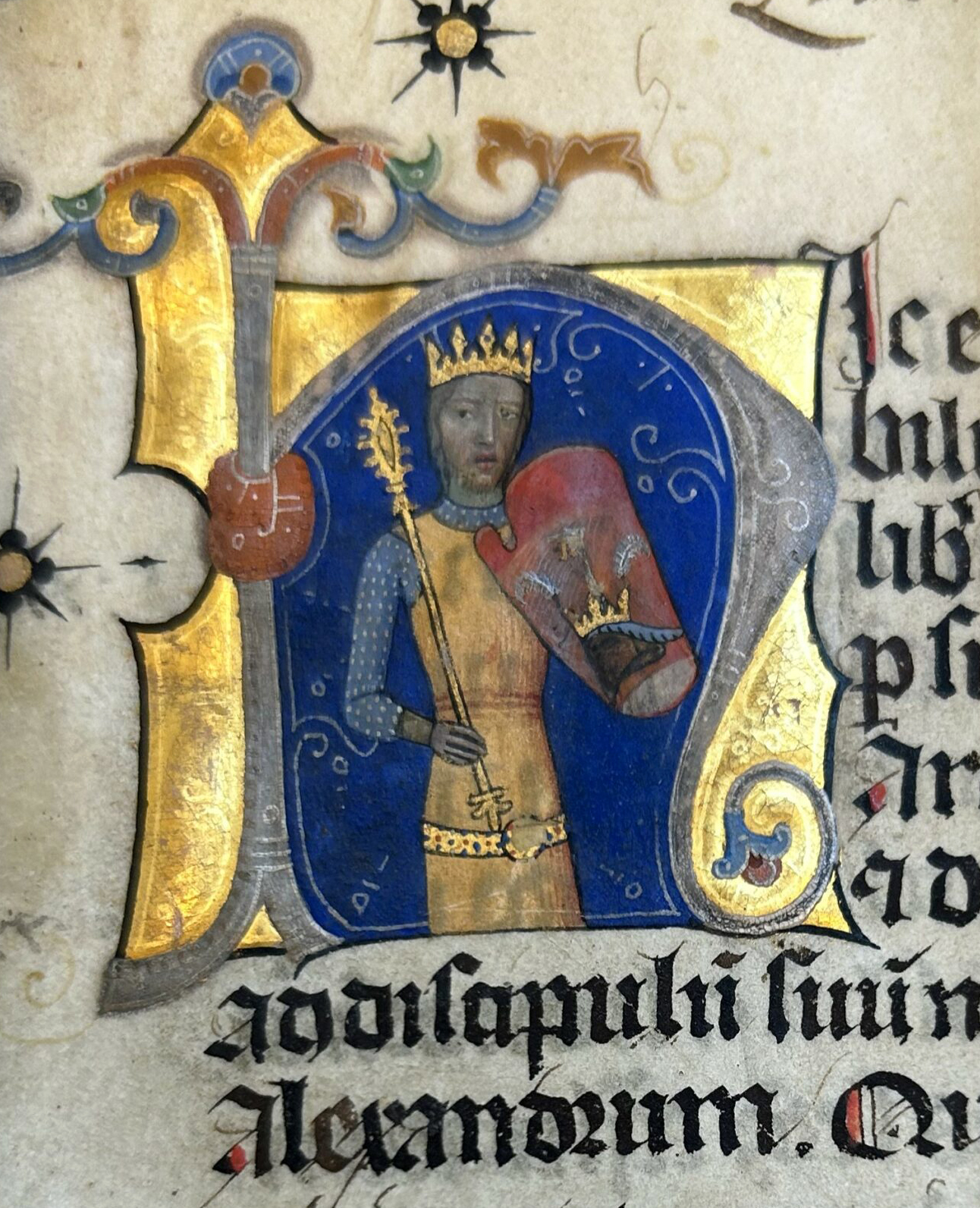
El rey Luis I como se muestra en el Secretum Secretorum (Secreto de los secretos)

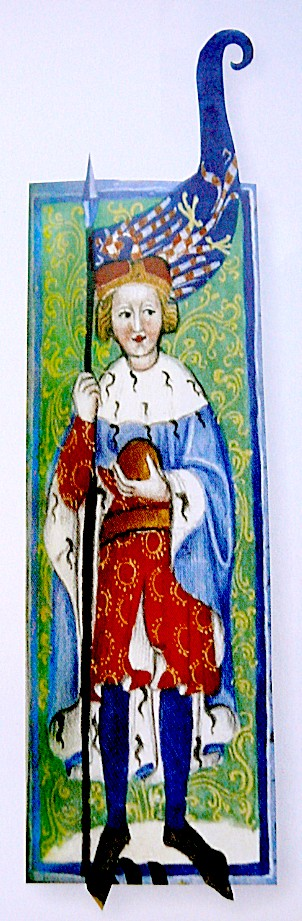
Carlos, margrave de Moravia (futuro emperador Carlos IV) y padre de Margarita de Bohemia (primera esposa de Luis), en una miniatura del Códice de Gelnhausen.

Carlos I murió el 16 de julio de 1342 y cinco días después el arzobispo de Esztergom, Csanád Telegdi, coronó a Luis con la Santa Corona húngara en Székesfehérvár. Aunque Luis había alcanzado la mayoría de edad (17 años), su madre Isabel «actuó como una especie de corregente» durante décadas, porque ejercía una poderosa influencia sobre él. Luis heredó un importante tesoro de su padre, quien había fortalecido la autoridad real y gobernado sin el permiso de la dieta durante las últimas décadas de su reinado.
El nuevo rey introdujo un sistema de concesiones de tierras, que excluyó a los hermanos del beneficiario y otros parientes de la donación, algo contrario al derecho consuetudinario porque a partir de ese momento tales propiedades serían devueltas a la Corona si morían los últimos descendientes varones del beneficiario. Por otra parte, Luis frecuentemente «promovió a una hija en lugar de un hijo», pues autorizaba a las hijas a heredar las propiedades de su padre, aunque el derecho consuetudinario ordenaba que la propiedad de un noble fallecido que no tenía hijos debía ser heredado por sus parientes varones. El rey concedió varias veces este privilegio a las esposas de sus favoritos. Luis también autorizó a los terratenientes a aplicar la pena capital en sus propiedades, lo que limitó la autoridad de los magistrados de los condados.
Guillermo Drugeth —un consejero influyente del fallecido padre de Luis— murió en septiembre de 1342. En vida legó sus tierras a su hermano Nicolás, pero Luis confiscó esos bienes. A finales de otoño, el rey destituyó al viavoda de Transilvania nombrado por su padre, Tomás Szécsényi, aunque la esposa de este era prima lejana de la reina madre. Luis favoreció especialmente a los Lackfi (Lacković), ya que ocho miembros de esta familia ocuparon altos cargos durante su reinado. Andrés Lackfi fue el comandante del ejército real durante la primera guerra en que Luis participó. A finales de 1342 o principios de 1343, Lackfi invadió Serbia y restauró el banato de Moesia (Macsó) que Hungría había perdido durante el reinado de su padre.
El rey de Nápoles Roberto «el Sabio» murió el 20 de enero de 1343. En su testamento, declaró a su nieta Juana I como su única heredera y excluyó al hermano menor de Luis y marido de ella, Andrés, de gobernar con el título de rey. Luis y su madre consideraban esto como la infracción de un acuerdo previo entre los últimos reyes de Nápoles y Hungría. El rey húngaro visitó al padre de su prometida, Carlos de Moravia, en Praga para persuadirle de intervenir en nombre de Andrés ante el antiguo tutor de Carlos y gobernante supremo del Reino de Nápoles, el papa Clemente VI. Luis también envió representantes a sus parientes napolitanos y altos funcionarios del reino instándolos a promover los intereses de su hermano. Su madre Isabel partió hacia Nápoles en el verano y llevó consigo casi todo el tesoro real, unos 6628 kg de plata y 5150 kg de oro. Durante su estancia de siete meses en Italia, solo pudo convencer a su nuera y al pontífice de que prometieran que Andrés sería coronado junto con su esposa.
Según la crónica casi contemporánea de Juan de Küküllő, Luis lanzó su primera campaña contra un grupo de sajones de Transilvania que se habían rehusado a pagar impuestos; fueron obligados a rendirse en el verano de 1344. Durante su estancia en Transilvania, Nicolás Alejandro —hijo de Basarab, el príncipe gobernante de Valaquia— le juró lealtad para favorecer a su padre en Brassó (Brașov, Rumania); así, la suzeranía de los monarcas húngaros sobre Valaquia fue —por lo menos a nivel internacional— restaurada.
Luis se unió a una cruzada contra los paganos lituanos en diciembre de 1344. Los cruzados —entre ellos, Juan I de Bohemia, Carlos de Moravia, Pedro I de Borbón y Guillermo II de Henao— sitiaron Vilna, pero los lituanos invadieron las tierras de los caballeros teutónicos y los obligaron a levantar el asedio. Luis regresó a Hungría a finales de febrero de 1345 y envió a Andrés Lackfi a invadir los territorios de la Horda de Oro en represalia por los ataques y saqueos de los tártaros en Transilvania y la región de Szepesség (Spiš, Eslovaquia). Lackfi y su tropa de guerreros —principalmente székelys— infligieron la derrota a un gran ejército tártaro. A partir de entonces, el control de la Horda de Oro sobre las tierras entre los Cárpatos orientales y el mar Negro se debilitó. Un conflicto entre el tío y el suegro de Luis —Casimiro III de Polonia y Carlos de Moravia, respectivamente— provocó una guerra entre Polonia y Bohemia en abril. En esta guerra, el rey húngaro apoyó a su tío con refuerzos, en conformidad con el acuerdo de 1339.
Mientras sus ejércitos luchaban en Polonia y contra los tártaros en los Cárpatos, Luis se dirigió a Croacia en junio de 1345 y sitió Knin, antigua capital del difunto Iván Nelipić —quien había resistido con éxito al padre de Luis—, forzando a su viuda (Vladislava Kurjaković) e hijo (Iván Nelipčić) a rendirse. Los condes de Corbavia (Krbava) y otros nobles croatas también se rindieron ante Luis durante su estancia en Croacia. Los ciudadanos de Zadar se rebelaron contra la República de Venecia y aceptaron su suzeranía. Mientras tanto, Luis regresó a Visegrád y envió al ban de Bosnia, Esteban II, para asistir a los burgueses de Zadar, pero el ban no luchó contra los venecianos.

### Campañas en Nápoles (1345-1350)

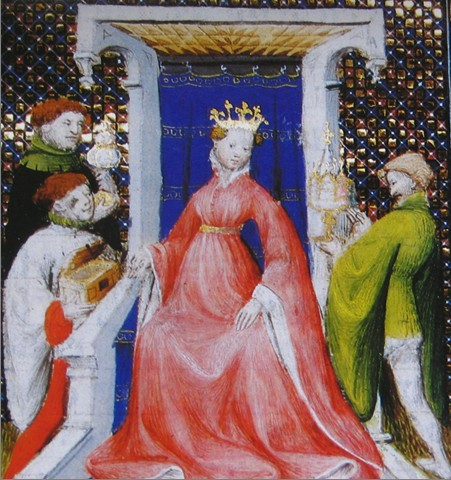
Juana I de Nápoles, excuñada de Luis, a quien él apodó «asesina de maridos» por la muerte no esclarecida de su hermano Andrés de Calabria. Ilustración en La Biblia de Anjou, c. 1340.

Su hermano Andrés fue asesinado en Aversa el 18 de septiembre de 1345. Luis y su madre acusaron a la viuda de Andrés —la reina Juana I—, Roberto de Tarento, Carlos de Durazzo y otros miembros de las ramas napolitanas de la casa de Anjou-Sicilia de conspirar contra el hermano del rey húngaro. En una carta del 15 de enero de 1346 al papa Clemente VI, Luis exigió que el pontífice destronara a la reina «asesina de maridos» y concediera Nápoles al hijo póstumo de Andrés con Juana I, Carlos Martel, duque de Calabria. También reclamó la regencia del reino durante la minoría de su sobrino, refiriéndose a su descendencia patrilinear del primogénito del padre de Roberto «el Sabio», Carlos II de Nápoles. Incluso prometió aumentar el tributo anual que los reyes de Nápoles pagaban a la Santa Sede. Después de que el papa fracasó en la investigación del asesinato de Andrés, Luis decidió invadir el sur de Italia. Durante la preparación de la invasión, envió representantes a Ancona y otras ciudades italianas antes del verano de 1346.
Mientras sus enviados negociaban en Italia, el rey húngaro se dirigió a Dalmacia para liberar Zadar de manos venecianas, pero estos sobornaron a los comandantes húngaros. Cuando los ciudadanos irrumpieron y atacaron a los sitiadores el 1 de julio, el ejército real no pudo intervenir y los venecianos superaron a los defensores fuera de los muros de la ciudad. Luis se retiró, pero no renunció a Dalmacia, a pesar de que los venecianos ofrecieron pagar 320 000 florines de oro como compensación. Sin embargo, sin el apoyo militar de Luis, Zadar capituló ante los venecianos el 21 de diciembre de 1346.
Luis envió pequeñas expediciones una tras otra a Italia al comienzo de su guerra contra Juana I, porque no quería hostigar a los italianos que habían sufrido una hambruna el año anterior. El 24 de abril de 1347, sus primeras tropas partieron al mando de Nicolás Vásári, obispo de Nyitra (Nitra, Eslovaquia). El rey también contrató mercenarios alemanes y partieron de Visegrád el 11 de noviembre. Después de marchar por Údine, Verona, Módena, Bolonia, Urbino y Perusa, Luis entró en el Reino de Nápoles el 24 de diciembre cerca de L'Aquila, que se había rendido ante él.
La reina Juana se casó con un primo lejano, Luis de Tarento, y huyó a Marsella el 11 de enero de 1348. Sus otros parientes, Roberto de Tarento y Carlos de Durazzo, visitaron a Luis en Aversa para rendirse ante él. El rey los recibió amistosamente y los convenció de persuadir a sus respectivos hermanos, Felipe II de Tarento y Luis de Durazzo, a unírseles. Después de la llegada de ellos, «la sonrisa de Luis fue remplazada por la expresión más dura cuando reveló con terribles palabras los verdaderos sentimientos que tenía hacia los príncipes y que había mantenido ocultos hasta entonces», según el contemporáneo Doménico de Gravina. Les repitió sus acusaciones contra ellos, culpó a sus parientes por el asesinato de su hermano y los hizo capturar el 22 de enero. Al día siguiente, Carlos de Durazzo —el marido de María, hermana de Juana I— fue decapitado por órdenes de Luis. Los otros príncipes fueron enviados como rehenes a Hungría, junto con el joven sobrino de Luis, Carlos Martel.
Luis llegó a Nápoles en febrero de 1348. Los ciudadanos le ofrecieron una entrada ceremoniosa, pero la rechazó y amenazó con permitir que sus soldados saquearan la ciudad si no aumentaban los impuestos. Adoptó los títulos tradicionales de los reyes de Nápoles (a saber, «rey de Sicilia y Jerusalén, duque de Apulia y príncipe de Capua»), administró el reino desde el Castel Nuovo y guarneció sus mercenarios en las fortalezas más importantes. Según Doménico de Gravina, utilizó métodos de investigación brutales para capturar a los cómplices de la muerte de su hermano. La mayoría de las familias nobles locales (como los Balzo y los Sanseverino) se rehusaron a cooperar con él. Igualmente, el papa rechazó aprobar el gobierno de Luis en Nápoles, quien habría unido dos poderosos reinos en su mano. El pontífice y los cardenales declararon inocente a la reina Juana del asesinato de su marido en una reunión formal del Colegio Cardenalicio.

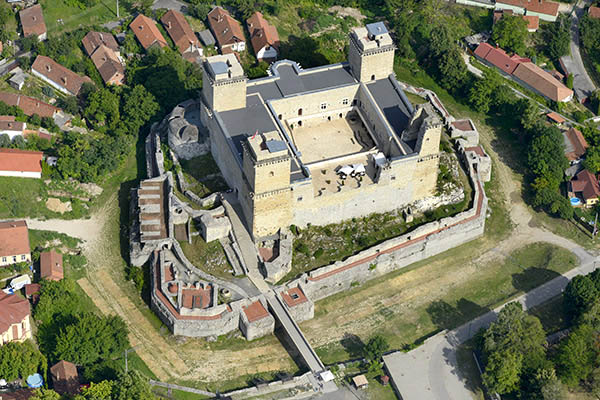
El castillo de Diósgyőr (reconstruido en 2014) fue una de sus residencias de caza preferidas.

La aparición de la peste negra obligó a Luis a abandonar Italia en mayo. Nombró gobernador de Nápoles a Ulrico Wolfhardt, pero sus mercenarios no impidieron el regreso de Juana I y su marido en septiembre. El rey húngaro había firmado una tregua durante ocho años con Venecia el 5 de agosto y envió nuevas tropas a Nápoles al mando del voivoda de Transilvania, Esteban Lackfi, a finales de 1349. Lackfi reocupó Capua, Aversa y otros fuertes que habían caído ante Juana I, pero un motín entre sus mercenarios alemanes le forzó a regresar a Hungría. Mientras tanto, la peste había llegado a Hungría. La primera oleada de la epidemia finalizó en junio, pero reincidió en septiembre y mató a la primera consorte del rey, Margarita. Luis también cayó enfermo, pero sobrevivió a la plaga. Aunque la peste negra fue menos devastadora en la escasamente poblada Hungría que en otras partes de Europa, hubo regiones que terminaron despobladas en 1349 y la demanda de mano de obra aumentó en los años siguientes.
Tiempo después, Luis propuso al papa Clemente VI que renunciaría al Reino de Nápoles si destronaba a Juana I. Después de que el pontífice descartó la idea, el rey partió para su segunda campaña napolitana en abril de 1350. En Barletta suprimió un motín entre sus mercenarios mientras esperaba junto a sus tropas la llegada de más soldados. En su marcha hacia Nápoles, enfrentó resistencia en muchos pueblos porque su milicia, que era comandada por Esteban Lackfi, se había hecho notoria por su crueldad.
Durante la campaña, Luis dirigió personalmente los asaltos, escaló las murallas de la ciudad junto con sus soldados y puso en riesgo su propia vida. En el asedio de Canosa di Puglia, cayó en el foso desde una escalera cuando un defensor del fuerte le golpeó con una piedra. Se zambulló en un río para salvar a un joven soldado que fue arrastrado por la corriente cuando exploraba un vado. Una flecha atravesó la pierna izquierda del rey durante el asedio de Aversa. Después de la caída de esta ciudad ante las fuerzas húngaras el 3 de agosto, la reina Juana I y su marido huyeron otra vez de Nápoles. En lugar de perseguirlos, Luis decidió regresar a Hungría. Según el historiador contemporáneo Matteo Villani, el rey trató de «dejar el reino sin perder el rostro» después de que se había quedado sin dinero y atravesado la resistencia de la población local.
Para celebrar el jubileo de 1350, Luis visitó Roma durante su viaje de regreso a Hungría. Llegó a Buda el 25 de octubre de 1350. Con la mediación de la Santa Sede, los representantes del rey húngaro y el esposo de Juana I —Luis de Tarento— firmaron una tregua por seis meses. El papa prometió a Luis que el asesinato de su hermano y la participación de su mujer sería investigado de nuevo y ordenó a Juana I el pago de 300 000 florines de oro como rescate de los príncipes napolitanos encarcelados.

### Expansión (1350-1358)

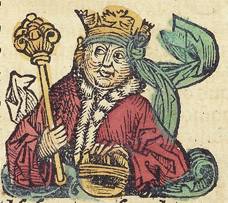
Luis I en una miniatura de las Crónicas de Núremberg (1493).

Casimiro III de Polonia instó a Luis a intervenir en su guerra con los lituanos que habían ocupado Brest, Volodímir-Volinski y otras ciudades importantes en Hálych y Lodomeria en los años anteriores. Ambos monarcas convinieron en que los territorios de Hálych y Lodomeria se integrarían en el Reino de Hungría después de la muerte de Casimiro III. El rey polaco también autorizó a Luis a canjear esos dominios por 100 000 florines si Casimiro III engendraba un hijo varón. Luis llevó a su ejército a Cracovia en junio de 1351 y, cuando Casimiro III cayó enfermo, se convirtió en el único comandante del ejército unido polaco-húngaro. En julio invadió las tierras del príncipe lituano Kęstutis. Por lo visto, este príncipe reconoció la suzeranía de Luis el 15 de agosto y aceptó ser bautizado junto con sus hermanos en Buda. Sin embargo, Kęstutis no cumplió sus promesas después de que las tropas polacas y húngaras se retiraron. En un intento por capturar a Kęstutis, Luis regresó, aunque no pudo derrotar a los lituanos, que incluso mataron a uno de sus aliados, Boleslao III de Płock, en la batalla. Luis volvió a Buda antes del 13 de septiembre. Un legado apostólico visitó al rey para convencerlo de librar una guerra contra el emperador de los serbios Esteban Dušan, quien había obligado a sus súbditos católicos a rebautizarse y unirse a la Iglesia ortodoxa.
Para ocuparse de las reivindicaciones de los nobles húngaros, Luis celebró una dieta a finales de 1351 y confirmó solamente una de las provisiones de la Bula de Oro de 1222 que declaraba que los nobles gozaban de las mismas libertades en sus reinos. Solo rechazó la disposición de que autorizaba a los nobles que morían sin hijos legar libremente sus propiedades. En cambio, introdujo un sistema de vinculación hereditaria y decretó que las propiedades de un noble fallecido que no tenía descendientes varones pasaban a sus parientes masculinos o, si no había uno, a la Corona. En la misma dieta, Luis ordenó que los terratenientes debían colectar el «noveno» —una décima parte de productos agrícolas específicos— de los campesinos que tenían parcelas en sus fincas. Por otra parte, aprobó el derecho de los campesinos a trasladarse libremente a las fincas de otro terrateniente.

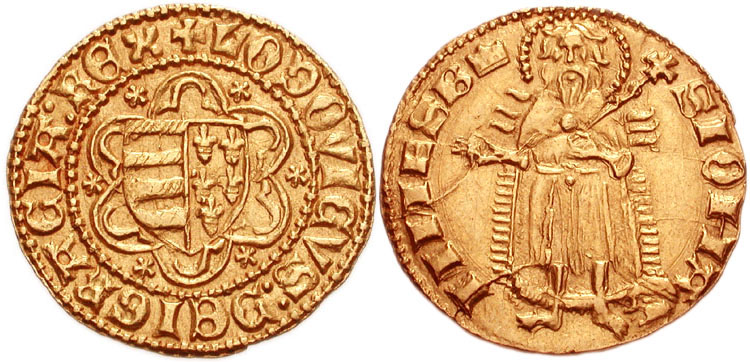
Florín de oro de Luis I (acuñado en los años 1350) con la efigie del rey Ladislao I.

El «acuerdo general» entre Luis y los gobernantes de Nápoles «fue aceptado por ambas partes» durante 1351, según el contemporáneo Niccolò Acciaioli. Juana I y su marido regresaron al Reino de Nápoles y las tropas húngaras se retiraron. Incluso Luis renunció al rescate que Juana I había prometido pagar por la liberación de los príncipes napolitanos encarcelados y afirmó que no había ido a «la guerra por la codicia, sino a vengar la muerte de su hermano». Siguió usando los títulos de su abuelo, Carlos Martel de Anjou-Sicilia (el primogénito de Carlos II de Nápoles), nombrándose a sí mismo «príncipe de Salerno y señor de Monte Sant'Angelo».
Casimiro III sitió Belz y Luis se unió a su tío en marzo de 1352. En el asedio —que terminó sin la rendición de la fortaleza— Luis fue herido gravemente en su cabeza. Algirdas, gran duque de Lituania, contrató mercenarios tártaros para asaltar Podolia, mientras que Luis decidió volver a Hungría porque temía una invasión tártara desde Transilvania. El papa Clemente VI proclamó una cruzada contra los lituanos y tártaros en mayo y autorizó al rey húngaro a recoger un diezmo de los ingresos de la Iglesia durante los próximos cuatro años. El pontífice afirmó que nunca había «concedido una décima parte con esa duración» y enfatizó el vínculo entre su magnanimidad y la liberación de los príncipes napolitanos encarcelados. También autorizó a Luis a apoderarse de los territorios paganos y cismáticos que bordeaban su reino.
Aunque el rey firmó una alianza con la República de Génova en octubre de 1352, no intervino en la guerra venecianogenovesa de 1350-1355 porque su tregua de 1349 con Venecia seguía vigente. En 1353, Luis se casó con Isabel de Bosnia, hija de su vasallo Esteban II. El historiador Gyula Kristó indicó que este matrimonio es evidencia del renovado interés de Luis por los asuntos de la península balcánica. Mientras Luis cazaba en el condado de Zólyom (ahora en Eslovaquia) a finales de noviembre de 1353, un oso pardo le atacó y le infligió 24 heridas en sus piernas; fue salvado por un caballero de la corte —Juan Besenyő— que mató a la bestia con su espada.
Según Matteo Villani, Luis lanzó una expedición contra la Horda de Oro y encabezó un ejército de 200 000 jinetes en abril de 1354. El joven gobernante tártaro —a quien el historiador Iván Bertényi identificó como Jani Beg— no quiso hacer la guerra contra Hungría y aceptó firmar un tratado de paz. Aunque ninguna fuente primaria independiente menciona esa campaña y el acuerdo, los tártaros no realizaron incursiones de saqueo en Transilvania después de 1354, lo que sugiere que el informe de Villani es confiable. En el mismo año, Luis invadió Serbia y forzó a Esteban Dušan y sus tropas a retirarse de la zona al margen del río Sava. Bajo coacción, Dušan inició negociaciones con la Santa Sede para el reconocimiento del primado papal. Al año siguiente, Luis envió refuerzos a Casimiro III para luchar contra los lituanos y las tropas húngaras apoyaron al duque de Austria, Alberto II, contra Zúrich. Los delegados venecianos ofrecieron a Luis 6000 a 7000 ducados de oro como compensación por Dalmacia, pero el rey rechazó renunciar a su plan de reconquistar la provincia. En su lugar, Luis firmó una alianza con Alberto II de Austria y el patriarca de Aquilea, Nicolás de Luxemburgo, contra Venecia. Cumpliendo su orden, los señores croatas asediaron y capturaron Klis, una fortaleza dálmata que Jelena —la hermana de Esteban Dušan— había heredado de su marido, Mladen III Šubić.

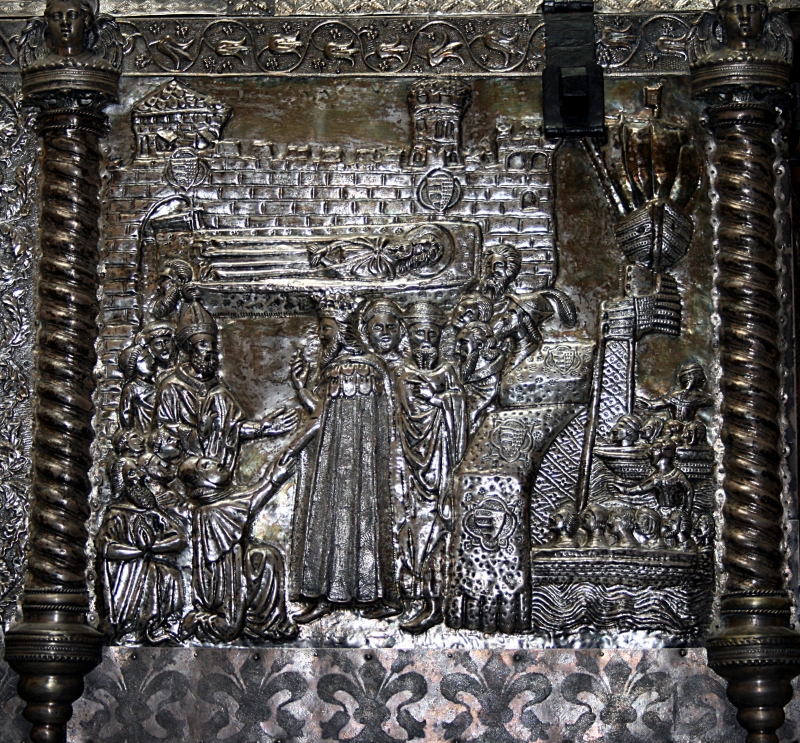
Los ciudadanos de Zadar reciben a Luis (representados en un relicario contemporáneo).

En el verano de 1356, Luis invadió territorios venecianos sin una declaración oficial de guerra y sitió Treviso el 27 de julio. Un noble local, Giuliano Baldachino, dijo que Luis se sentaba solo mientras redactaba sus cartas a orillas del río Sile cada mañana y propuso a los venecianos asesinarlo a cambio de 12 000 florines de oro y Castelfranco Véneto, pero rechazaron su oferta porque Baldachino no compartía los detalles de sus planes con ellos. Luis volvió a Buda en otoño, aunque sus tropas continuaron el asedio. El papa Inocencio VI instó a los venecianos a hacer la paz con Hungría. El pontífice denominó a Luis el «abanderado de la Iglesia» y le concedió un diezmo de tres años para luchar contra Francisco II Ordelaffi y otros señores rebeldes de los Estados Pontificios. Luis envió un ejército al mando de Nicolás Lackfi para apoyar a las tropas del papa en Italia.
Luis se dirigió a Dalmacia en julio de 1357. En ese momento, Spalato (Split), Tragurio (Trogir) y Sebenico (Šibenik) se deshicieron de los gobernadores venecianos y pidieron auxilio a Luis. Después de un breve asedio, el ejército de Luis también capturó a Zadar con la ayuda de sus habitantes. Tvrtko I de Bosnia —quien había sucedido a Esteban II, el suegro de Luis desde 1353— entregó el Hum (Zahumlia) occidental a Luis, pues este último demandó ese territorio como dote de su segunda esposa. En el Tratado de Zadar (firmado el 18 de febrero de 1358), la República de Venecia renunció a las ciudades e islas dálmatas entre el golfo de Carnaro (Kvarner) y Durazzo (Durrës) en favor de Hungría. La República de Ragusa también aceptó la suzeranía de Luis. Las ciudades dálmatas permanecieron como comunidades autónomas, solo entregaban un tributo anual y servicio naval a Luis, quien también abolió las restricciones comerciales que se habían introducido durante el gobierno de los venecianos. Los comerciantes de Ragusa (Dubrovnik) tenían pleno derecho a comerciar libremente en Serbia, incluso durante la guerra entre Hungría y ese país.

### Guerra en los Balcanes (1358-1370)
El Imperio serbio se desintegró después de la muerte de Esteban Dušan. De acuerdo con Matteo Villani, un señor serbio desconocido buscó ayuda húngara contra su enemigo más poderoso (también sin identificar) a finales de 1350. Los historiadores John V. A. Fine y Pál Engel argumentaron que el señor serbio era un miembro de la familia Rastislalić, mientras Gyula Kristó e Iván Bertényi le identificaron con Lazar Hrebeljanović. Las cédulas reales de 1358 muestran que las tropas húngaras lucharon en Serbia en octubre de 1358. Al siguiente verano Luis también se dirigió a Serbia, pero Esteban Nemanjić evitó la batalla.
Luis y el ejército real estuvieron en Transilvania entre noviembre de 1359 y enero de 1360, lo que implica que planeaba una expedición militar contra Valaquia u otro territorio vecino. Una cédula de 1360 informa que un vaivoda rumano, Dragoș de Giulești, restauró la suzeranía de Hungría sobre Moldavia después de una rebelión de los rumanos locales. Según la mayoría de las crónicas moldavas, Dragoș —a veces identificado como «Dragoș de Giusești» o «Dragoș de Bedeu»— partió «del país húngaro, desde Máramaros [Maramureș]» a la cabeza de su séquito, cruzó los Cárpatos mientras perseguía una manada de uros y se instaló en el valle del río Moldava en 1359. Los mismos manuscritos presentaron esta «desmontura» (descălecat en rumano) de Dragoș como un paso decisivo en el desarrollo del Principado de Moldavia. Otro vaivoda rumano —Bogdan— que se había rebelado contra Luis y saqueado las fincas de los terratenientes rumanos leales al rey en los años 1340, partió de Hungría e invadió Moldavia a principios de los años 1360. Bogdan expulsó del principado a los descendientes de Dragoș, vasallo del rey húngaro. Según Juan de Küküllő, Luis lanzó varias expediciones contra el vaivoda, pero las fechas no se han podido determinar. Bogdan gobernó Moldavia como un príncipe independiente.
A petición del papa, Luis envió tropas húngaras a liberar Bolonia, que se encontraba sitiada por Bernabé Visconti y su ejército. No obstante, después de que Visconti levantó el asedio, los mercenarios húngaros saquearon la región y rehusaron cooperar con el legado papal; Luis decidió apresar al comandante de las tropas. Luego de un conflicto surgido entre el emperador Carlos IV y el duque de Austria Rodolfo IV, se esparcieron rumores sobre una conspiración para destronar al emperador en favor de Luis o Rodolfo IV. Carlos IV, Rodolfo IV y Luis se reunieron en Nagyszombat (Trnava) en mayo. El emperador y el duque abandonaron sus demandas sobre los territorios y sucesión en cuestión. Luis también convenció al emperador a renunciar a su suzeranía sobre el ducado de Masovia (Płock) en Polonia.

Primer sello real de Luis, perdido durante una campaña en Bosnia en 1363.

En Hungría, el rey decidió convertir a los judíos al catolicismo en c. 1360. Después de observar resistencia, los expulsó de sus reinos. Sus bienes inmuebles fueron confiscados, aunque se les permitió llevar consigo bienes personales y también recuperar los préstamos que habían hecho. Según el historiador Raphael Patai, no hubo pogromos, algo inusual en Europa en el siglo XIV.
En agosto de 1361, el emperador Carlos IV y el duque Rodolfo IV firmaron un tratado de alianza contra el patriarca de Aquilea, que era aliado del rey húngaro. Temiendo la formación de una coalición en las fronteras occidentales de Hungría, Luis preguntó a su antiguo enemigo, Luis de Tarento (el marido de Juana I), si podía enviar al menos uno de sus hermanos a Buda y mediar una reconciliación entre Rodolfo IV y el patriarca. En una reunión con los enviados húngaros en Praga, el emperador Carlos IV hizo una observación insultante sobre la madre de Luis, indicando que una «sinvergüenza», según la crónica de Jan Długosz. Luis exigió una disculpa, pero el emperador nunca respondió.
En preparación para una guerra contra Bohemia, Luis ordenó la movilización del ejército real y se dirigió a Trencsén (Trenčín). Sin embargo, sus supuestos aliados (Rodolfo IV de Austria, Meinhard III de Tirol y Casimiro III de Polonia) no se le unieron y el emperador inició unas largas negociaciones con la mediación de Casimiro III. Finalmente Luis se reconcilió con Carlos IV en su reunión en Magyarhradis (Uherské Hradiště) el 8 de mayo de 1363.
En la primavera de 1363, Luis invadió Bosnia desde dos direcciones. Un ejército al mando del nádor Nicolás Kont y el arzobispo de Esztergom Nicolás Fraknói sitió Srebrenica, pero la fortaleza no se rindió. Debido a que el sello real fue robado durante el asedio, se mandó hacer uno nuevo y las cédulas anteriores de Luis se estamparon con el nuevo sello. La tropa comandada por Luis sitió Sokolac en julio, pero no pudo capturarla. Los soldados húngaros regresaron en el mismo mes. El 31 de marzo de 1363, el papa Urbano V proclamó una cruzada contra los musulmanes del Mediterráneo, a petición de Pedro I de Chipre. Urbano V instó a Luis a unírsele con halagos de que era un «poderoso monarca», un «cristiano devoto» y «muy dispuesto a ayudar». Al mes siguiente, el pontífice impuso un diezmo de tres años sobre los ingresos de la Iglesia en Hungría y pidió al rey que apoyara a los funcionarios papales que cobraban el impuesto. Sin embargo, Luis hizo todo lo posible por obstaculizar las actividades de estos recaudadores y afirmó que necesitaba recursos para cubrir los costos de sus futuras guerras contra los infieles y los enemigos del papa en Italia.

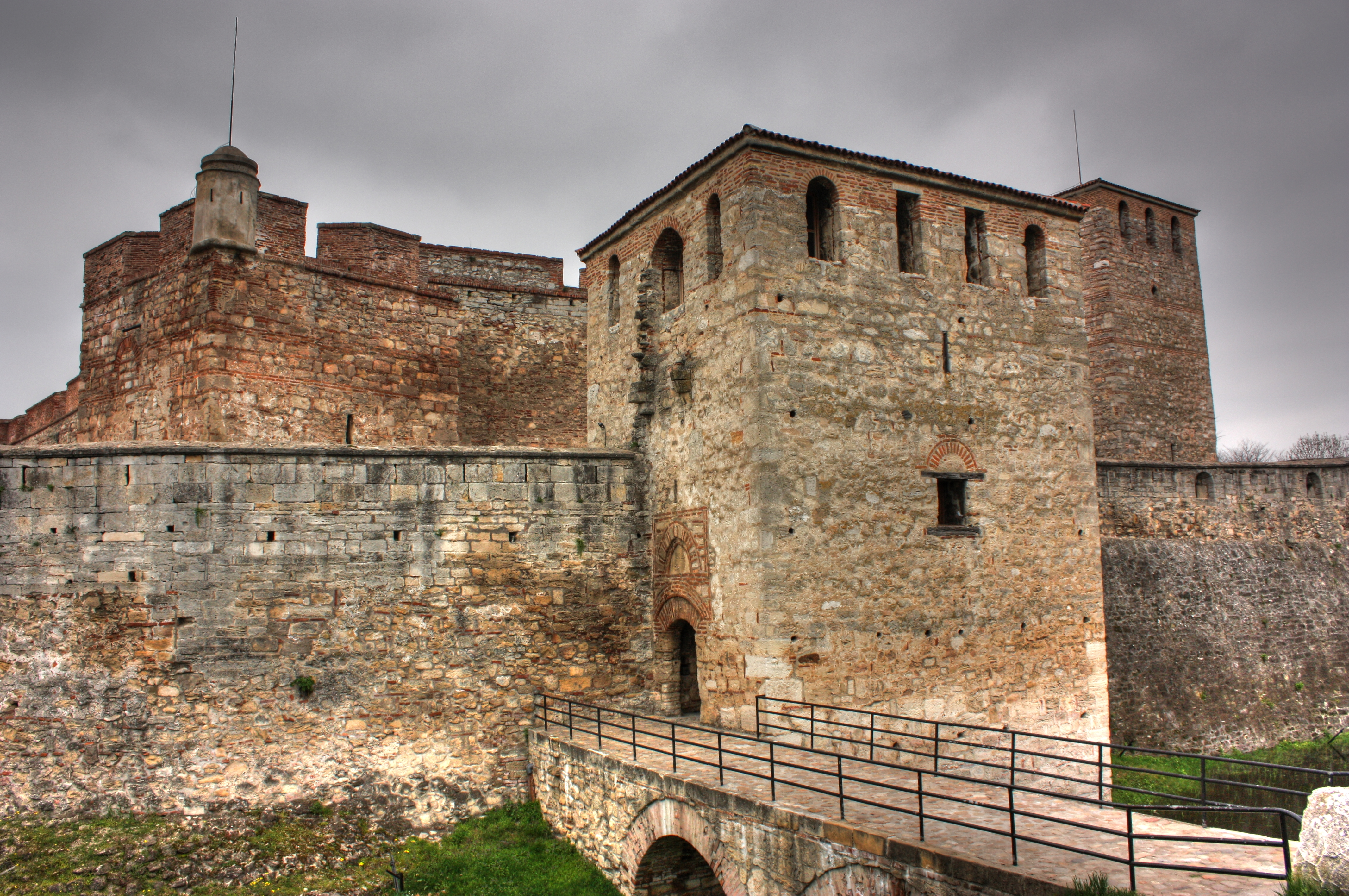
La fortaleza medieval de Vidin sirvió de sede de los gobernadores de Luis en 1365-1369.

A principios de 1364 firmó un tratado con el emperador Carlos IV y Rodolfo IV de Austria en Brno, que puso fin a sus conflictos. En septiembre, Luis visitó Cracovia para asistir al gran congreso en el que Pedro I de Chipre trató de persuadir a una docena de monarcas europeos a que se unieran a la cruzada. Luis fue el único monarca que prometió ayuda, pero nunca cumplió su promesa. En el mismo congreso, Casimiro III de Polonia confirmó el derecho del rey húngaro a sucederle en Polonia, si moría sin heredero masculino. Ya que Luis tampoco había engendrado hijos, en 1364 invitó a Hungría a su pariente lejano, Carlos de Durazzo, pero este joven príncipe no se convirtió en su heredero oficial. Ese mismo año, Luis permitió a los judíos su regreso a Hungría, aunque los procesos judiciales entre los judíos y los que se habían adueñado de sus casas duraron años.
En febrero de 1365 reunió a sus ejércitos en Temesvár (Timișoara). Según una cédula real, ese año planeaba invadir Valaquia porque el nuevo viavoda, Vladislav Vlaicu, había rechazado obedecerle. No obstante, Vladislav terminó encabezando una campaña contra el zarato búlgaro de Vidin y su gobernante Iván Sracimir, lo que indica que Vladislav había cedido ante el rey. Luis se apoderó de Vidin y encarceló a Iván Sracimir en mayo o junio. En solo tres meses, sus tropas ocuparon el territorio de Iván Sracimir, el cual fue anexado como una provincia fronteriza separada (banato) y administrada por señores húngaros.
A principios de 1366, el emperador bizantino Juan V Paleólogo visitó a Luis en Buda para conseguir su ayuda contra los turcos otomanos, que habían entrado en Europa. Fue la primera vez que un emperador bizantino abandonó su imperio buscando la ayuda de un monarca extranjero. Según el médico de Luis, Giovanni di Conversino, el emperador bizantino rehusó quitarse el sombrero, lo que ofendió al rey húngaro en su primer encuentro con él. Juan V Paleólogo ofreció que promovería la unión de la Iglesia bizantina con el papado y Luis prometió enviarle ayuda, pero ni el emperador bizantino ni el rey húngaro cumplieron su palabra. El papa Urbano V aconsejó a Luis a que no enviara refuerzos a Constantinopla antes de que el emperador garantizase la unión religiosa.

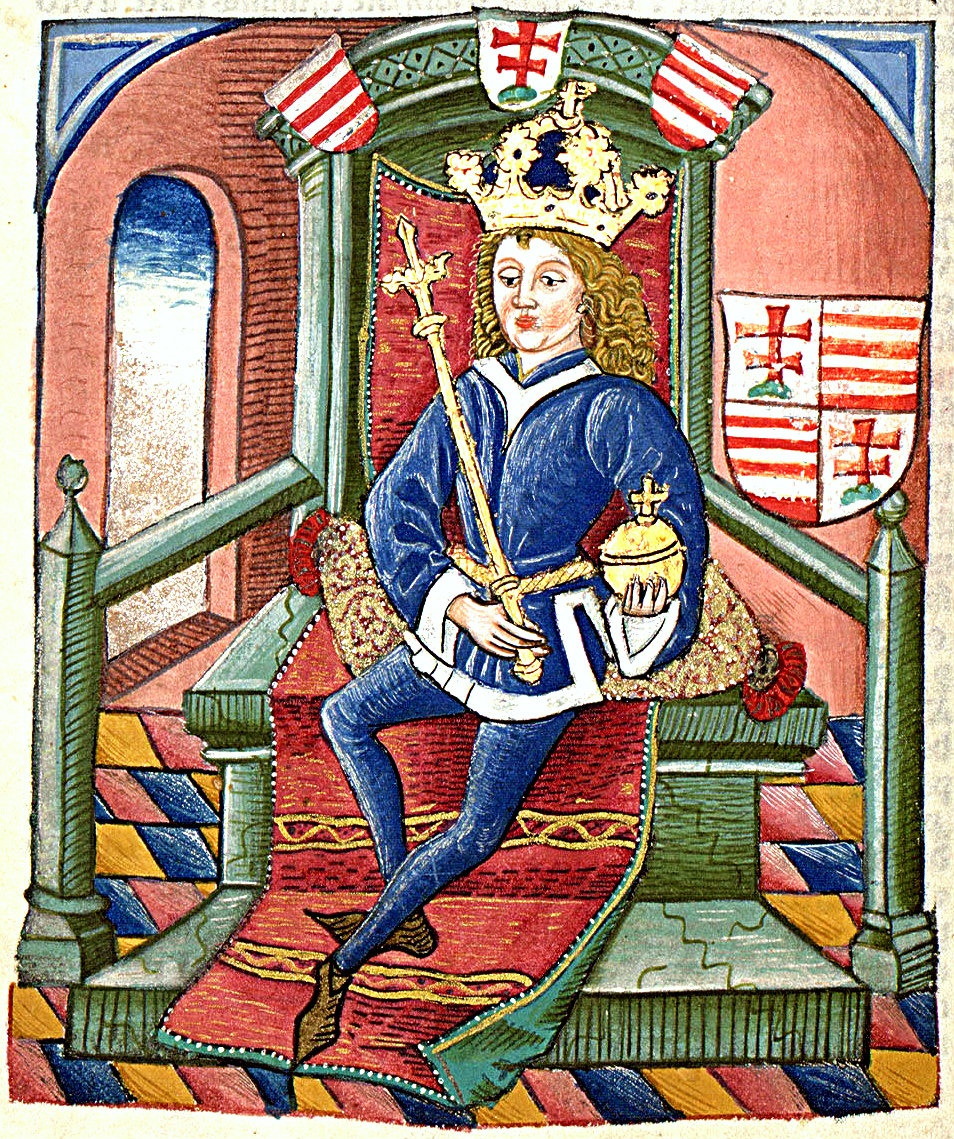
Luis ataviado con sus vestiduras reales (Chronica Hungarorum por Johannes de Thurocz, 1488).

El rey húngaro estuvo en Transilvania entre junio y septiembre de 1366, lo que implica que libró la guerra contra Moldavia. Emitió un decreto autorizando a los nobles transilvanos a juzgar por adelantado a «los malhechores pertenecientes a cualquier nación, especialmente rumanos». También estableció que si en esos juicios había un kniaz rumano que había recibido una cédula real de concesión, su testimonio tendría el mismo valor que el de un noble húngaro. En el mismo año, Luis concedió el banato de Szörényvár (Drobeta-Turnu Severin) y el distrito de Fogaras (Făgăraș) a Vladislav Vlaicu de Valaquia, quien había aceptado su suzeranía. Tvrtko I de Bosnia también aceptó la suzeranía de Hungría después de que las tropas de ese país le ayudaron a recuperar su trono a principios de 1367.
Luis hizo intentos de convertir a sus súbditos paganos o «cismáticos» al catolicismo, incluso por la fuerza. La conversión de los cumanos que se habían establecido en Hungría un siglo antes se completó durante su reinado, según Juan de Küküllő. Después de la conquista de Vidin, envió frailes franciscanos al nuevo banato para catolizar a la población ortodoxa local, lo que causó un descontento generalizado entre los búlgaros. En 1366 ordenó que los sacerdotes serbios fueran convertidos y rebautizados y que solamente los nobles y los kniazes católicos tendrían permitido poseer grandes terrenos en el distrito de Karánsebes (Caransebeș) del condado de Temes. Luis apoyó a las órdenes religiosas, especialmente a los franciscanos y paulinos, para quienes él y su madre mandaron a construir docenas de nuevos monasterios. A petición del rey, el papa Urbano V autorizó el establecimiento de una universidad en Pécs en 1367, pero sin facultad de teología. Sin embargo, Luis no obtuvo ingresos suficientes y la universidad fue cerrada por 1390.
Vladislav Vlaicu de Valaquia hizo una alianza con Iván Shishman, medio hermano del antiguo gobernante de Vidin —Iván Sracimir—. Sus ejércitos unidos impusieron un bloqueo en Vidin, por lo que Luis se dirigió al bajo Danubio y ordenó a Nicolás Lackfi, vaivoda de Transilvania, invadir Valaquia en el otoño de 1368. El ejército del viavoda marchó a través del valle del río Ialomița, pero los valacos los emboscaron y mataron a muchos soldados húngaros. Sin embargo, la campaña de Luis contra Valaquia tuvo éxito desde el oeste y Vladislav Vlaicu capituló ante él al siguiente verano. Por iniciativa del vaivoda de Valaquia, el rey húngaro restituyó a Iván Sracimir en Vidin y este le juró lealtad y envió a sus dos hijas como rehenes a Hungría.
A partir de finales de los años 1360, Luis sufrió de una enfermedad de la piel con síntomas similares a la lepra. A partir de entonces se volvió muy devoto y empleó más tiempo en la oración y contemplación religiosa. Después de su encuentro con el rey en 1372, el legado apostólico Juan de Cardailhac declaró: «Llamo a Dios como mi testigo de que nunca he visto un monarca más majestuoso y poderoso [...] o que deseara la paz y tranquilidad tanto como él». Luis también cambió las prioridades de su política exterior y comenzó a descuidar los territorios balcánicos. Casimiro III de Polonia y el rey húngaro firmaron un tratado contra el emperador Carlos IV en Buda en febrero de 1369. En su siguiente reunión en Presburgo (Bratislava) en septiembre, Alberto I de Baviera y Ruperto I del Palatinado se unieron a su coalición contra el emperador teutón y los Habsburgo. No obstante, el emperador Carlos IV persuadió a ambos Wittelsbach (Alberto I y Ruperto I) de salir de la coalición en septiembre de 1370.

### Unión de Polonia y reformas (1370-1377)

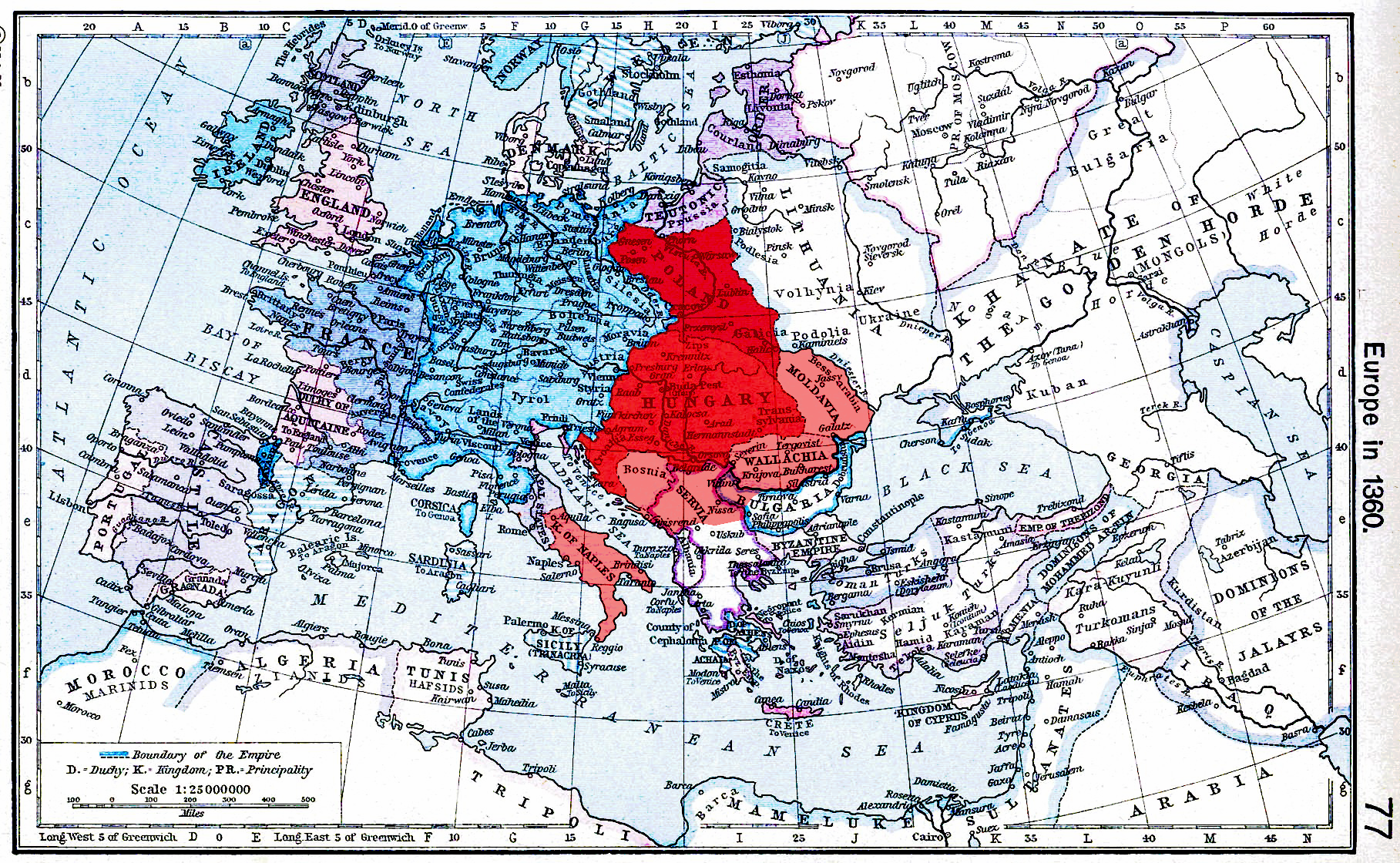
Territorios gobernados por Luis I: unión de Hungría y Polonia durante su reinado (en rojo), los Estados vasallos y las zonas controladas temporalmente (en rojo claro).

Polonia y los territorios colindantes en tiempos de Luis (1370-1382):
Reino de Polonia
Feudos y territorios dependientes
Tierras perdidas
Frontera polaca en 1382
1.-A Brandeburgo en 1370
2.-Feudo de Pomerania entre 1370 y 1377
3 y 4.-Feudo de Pomerania entre 1370 y 1377 (feudo de Vladislao II de Opole desde 1380)
5.-A Vladislao II de Opole en 1370
6.-Al Lituania en 1370
7.-Administrado por Hungría desde 1378-1379

Casimiro III de Polonia murió el 5 de noviembre de 1370. Luis llegó después de las exequias de su tío y ordenó la erección de un gran monumento de mármol gótico al monarca fallecido. Fue coronado rey de Polonia en la catedral de Cracovia el 17 de noviembre. Casimiro III quería dejar su patrimonio —entre ellos, los ducados de Sieradz, Łęczyca y Dobrzyń— a su nieto Casimiro IV, duque de Pomerania. Sin embargo, los prelados y señores polacos se opusieron a la secesión de Polonia y el testamento de Casimiro III fue declarado nulo. Luis visitó Gniezno y nombró regente a su madre polaca, Isabel, antes de regresar a Hungría en diciembre. Le acompañaron las dos hijas sobrevivientes de su tío (Ana y Eduviges) y las joyas de la Corona polaca fueron trasladadas a Buda, algo que provocó el descontento entre los nuevos súbditos de Luis. Isabel de Bosnia dio a luz a una niña, Catalina, en 1370, a los diecisiete años después de su matrimonio con Luis; una segunda hija, María, nació en 1371. A partir de entonces, el rey hizo lo posible por salvaguardar el derecho de sucesión de sus hijas.
Durante una guerra entre el emperador Carlos IV y el duque de Baviera Esteban II, Luis intervino en nombre del duque y el ejército húngaro invadió Moravia. Después de que el duque y el emperador firmaron un tratado de paz, Luis y Carlos IV acordaron los compromisos matrimoniales de sus hijos al año siguiente. Los otomanos aniquilaron a las tropas serbias en la batalla de Maritza el 26 de septiembre de 1371. Uno de los señores serbios —Lazar Hrebeljanović— juró lealtad a Luis. El papa Gregorio XI instó al rey húngaro a resistir ante los otomanos, pero también le rogó que enviara refuerzos a Italia para luchar contra Bernabé Visconti. Una guerra estalló entre la República de Venecia y Francisco I de Carrara, señor de Padua y aliado de Luis, en el verano de 1372. Hungría envió refuerzos a Italia para asistir a Francisco. Los venecianos derrotaron a las tropas húngaras en Treviso, capturaron a su comandante, Nicolás Lackfi, y obligaron a Luis a firmar un tratado de paz el 23 de septiembre de 1373.
El rey y los representantes de la nobleza polaca iniciaron las negociaciones sobre la sucesión de Luis en Polonia en el otoño de 1373. Después de un año, el 17 de septiembre de 1374 se emitió el llamado Privilegio de Koszyce, que redujo alrededor de un 84 % el impuesto que los nobles polacos pagaban al rey y prometió una remuneración a los nobles que participaron en campañas militares extranjeras. A cambio, los señores polacos aprobaron el derecho de las hijas de Luis a heredar Polonia.

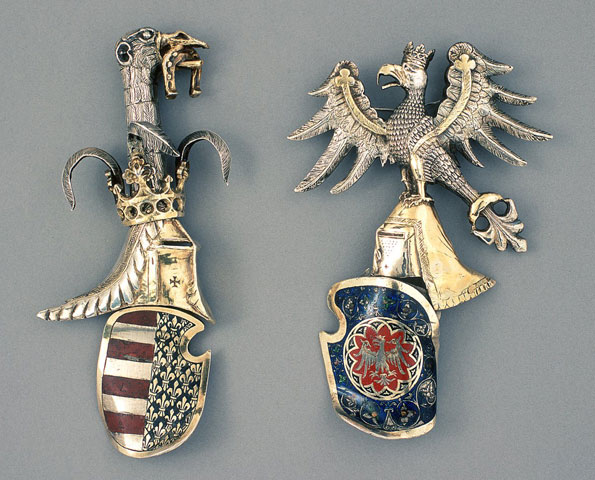
Broches con el escudo de armas húngaro-capeto y polaco (c. años 1340).

Luis invadió Valaquia en mayo de 1375, porque el nuevo príncipe de ese país —Radu I— había formado una alianza con el gobernante búlgaro Iván Shishman y el sultán otomano Murad I. El ejército húngaro derrotó a las fuerzas unidas de los valacos y sus aliados y Hungría ocupó el banato de Szörényvár, pero Radu I no se rindió. Durante el verano, las tropas de Valaquia atravesaron Transilvania y los otomanos saquearon el banato.
A partir de mediados de los años 1370, la influencia de los Lackfi disminuyó y surgieron nuevos favoritos en la corte real. Jacobo Szepesi fue nombrado juez real en 1373 y Nicolás Garai se convirtió en nádor en 1375. La organización del gobierno central también fue modificada para crear una estructura de poder más centralizada. El «sello secreto» que Luis siempre había llevado consigo durante sus guerras y viajes fue declarado auténtico y fue confiado al canciller secreto que siempre le acompañaba. Un nuevo alto funcionario, el lord canciller fue autorizado a usar el gran sello en nombre del rey en 1376 o 1377. El obispo de Zagreb Demetrio, de origen humilde, fue el primero en ocupar este nuevo cargo. El lord canciller se convirtió en el jefe de una nueva corte central de justicia, llamada tribunal de «la presencia especial del rey» en 1377. A partir de la misma época, las ciudades reales libres delegaron jurados para ayudar al maestro del tesoro, que encabezaba el tribunal de apelación de las ciudades. Un nuevo funcionario, el tesorero, asumió los deberes financieros del mencionado cargo.
Los lituanos realizaron incursiones en Hálych, Lodomeria y Polonia y casi llegaron a Cracovia en noviembre de 1376. El 6 de diciembre estalló un motín en Cracovia contra la impopular reina madre Isabel. Los agitadores mataron a unos 160 sirvientes de la reina madre y la obligaron a huir a Hungría. Aprovechando la situación, el duque de Gniewkowo Vladislao «el Blanco» —miembro masculino de la dinastía real de Piast— anunció su pretensión a la Corona polaca. Sin embargo, los partidarios de Luis le derrotaron y el rey le forzó a administrar la abadía de Pannonhalma en Hungría. Luis designó a Vladislao II de Opole como gobernador de Polonia. En el verano 1377, el rey húngaro invadió los territorios ocupados por el príncipe lituano Jorge (Jerzy Narymuntowicz) en Lodomeria. Las tropas polacas pronto capturaron Chełm, mientras que Luis tomó Bełz —la ciudad capital de Jorge— después de sitiarla durante siete semanas. Incorporó los territorios ocupados en Lodomeria, junto con Galitzia, al Reino de Hungría. Tres príncipes lituanos —Fedor, príncipe de Ratno, y dos príncipes de Podolia, Alejandro y Borís— aceptaron la suzeranía de Luis.

### Últimos años (1377-1382)
En 1377, Tvrtko I de Bosnia fue coronado rey y adoptó el título de «rey de Serbia, Bosnia y la Costa». No hay registros disponibles que corroboren si Luis había aprobado esta acción de Tvrtko. Otra guerra estalló entre Venecia y Génova en 1378. Luis apoyó a los genoveses y Tragurio se convirtió en la base regular de la flota genovesa, que convirtió a Dalmacia en un importante teatro de operaciones. También envió refuerzos a Francisco I de Carrara para luchar contra los venecianos.

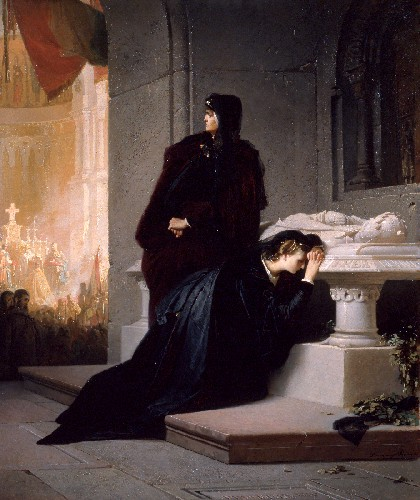
Isabel de Bosnia y su hija María lloran en la tumba de Luis durante la coronación de Carlos II (Sándor Liezen-Mayer, 1864).

Los cardenales que se habían alzado contra el papa Urbano VI eligieron a un nuevo pontífice —Clemente VII— el 20 de septiembre de 1378, que dio lugar al cisma de Occidente. Luis reconoció a Urbano VI como el papa legítimo y le ofreció apoyo para enfrentar a sus oponentes en Italia. Cuando Juana I de Nápoles decidió unirse al bando de Clemente VII, el Urbano VI la excomulgó y destronó el 17 de junio de 1380. El pontífice reconoció a Carlos de Durazzo —quien había vivido en esos años en la corte de Luis— como el rey de Nápoles. Después de que Carlos de Durazzo (ahora Carlos III de Nápoles) prometió que no reclamaría el trono de Hungría, Luis le envió a invadir el sur de Italia al mando de un gran ejército. En un año, Carlos III ocupó el Reino de Nápoles y el 26 de agosto de 1381 obligó a Juana a entregarse. El 27 de julio de 1382, Juana falleció en San Fele supuestamente por causas naturales, pero existen documentos que afirman que fue asesinada por mercenarios húngaros o papales. Entretanto, los representantes de Luis y Venecia habían iniciado las negociaciones para un tratado de paz, que fue firmado en Turín el 24 de agosto de 1381. Según este acuerdo, Venecia renunció a Dalmacia y también prometió pagar 7000 florines de oro como tributo anual a Hungría. Hungría también estipuló que Venecia debía transferir las reliquias de Pablo de Tebas al recién construido monasterio paulino en Budaszentlőrinc.
Algunas cédulas reales hablan sobre acciones militares en Lodomeria y Valaquia en la primera mitad de 1382, pero no se conserva más información sobre esas guerras. La salud de Luis se había deteriorando rápidamente en esos años. Invitó a los representantes de los prelados y señores polacos a una reunión en Zólyom. El 25 de julio de 1382, a petición del rey, los polacos juraron lealtad a su hija María y su marido, Segismundo de Luxemburgo. Luis murió en Nagyszombat en la noche del 10 o 11 de septiembre de 1382. Fue enterrado en la catedral de Székesfehérvár, en una capilla construida antes de su muerte.

## Matrimonios y descendencia
| \| \| \| \| \| \| \| \| \| \| \| \| \| \| \| \| \| \| \| \| 16. Carlos de Anjou \| \| \| \| \| \| \| \| \| \| \| \| \| \| \| \| \| \| \| \| \| \| \| \| \| \| \| \| \| \| \| \| \| \| \| \| \| \| \| \| \| \| \| \| \| \| \| \| \| \| \| \| \| \| 8. Carlos II de Anjou \| \| \| \| \| \| \| \| \| \| \| \| \| \| \| \| \| \| \| \| \| \| \| \| \| \| \| \| \| \| \| \| \| \| \| \| \| \| \| \| \| \| \| \| \| \| \| \| \| \| \| \| \| \| 17. Beatriz de Provenza \| \| \| \| \| \| \| \| \| \| \| \| \| \| \| \| \| \| \| \| \| \| \| \| \| \| \| \| \| \| \| \| \| \| \| \| \| \| \| \| \| \| \| \| \| \| \| \| \| \| \| \| \| \| 4. Carlos Martel de Anjou-Sicilia \| \| \| \| \| \| \| \| \| \| \| \| \| \| \| \| \| \| \| \| \| \| \| \| \| \| \| \| \| \| \| \| \| \| \| \| \| \| \| \| \| \| \| \| \| \| \| \| \| \| \| \| \| \| 18. Esteban V de Hungría \| \| \| \| \| \| \| \| \| \| \| \| \| \| \| \| \| \| \| \| \| \| \| \| \| \| \| \| \| \| \| \| \| \| \| \| \| \| \| \| \| \| \| \| \| \| \| \| \| \| \| \| \| \| 9. María de Hungría \| \| \| \| \| \| \| \| \| \| \| \| \| \| \| \| \| \| \| \| \| \| \| \| \| \| \| \| \| \| \| \| \| \| \| \| \| \| \| \| \| \| \| \| \| \| \| \| \| \| \| \| \| \| 19. Isabel de Cumania \| \| \| \| \| \| \| \| \| \| \| \| \| \| \| \| \| \| \| \| \| \| \| \| \| \| \| \| \| \| \| \| \| \| \| \| \| \| \| \| \| \| \| \| \| \| \| \| \| \| \| \| \| \| 2. Carlos I de Hungría \| \| \| \| \| \| \| \| \| \| \| \| \| \| \| \| \| \| \| \| \| \| \| \| \| \| \| \| \| \| \| \| \| \| \| \| \| \| \| \| \| \| \| \| \| \| \| \| \| \| \| \| \| \| 20. Alberto IV de Habsburgo \| \| \| \| \| \| \| \| \| \| \| \| \| \| \| \| \| \| \| \| \| \| \| \| \| \| \| \| \| \| \| \| \| \| \| \| \| \| \| \| \| \| \| \| \| \| \| \| \| \| \| \| \| \| 10. Rodolfo I de Habsburgo \| \| \| \| \| \| \| \| \| \| \| \| \| \| \| \| \| \| \| \| \| \| \| \| \| \| \| \| \| \| \| \| \| \| \| \| \| \| \| \| \| \| \| \| \| \| \| \| \| \| \| \| \| \| 21. Helviga de Kiburgo \| \| \| \| \| \| \| \| \| \| \| \| \| \| \| \| \| \| \| \| \| \| \| \| \| \| \| \| \| \| \| \| \| \| \| \| \| \| \| \| \| \| \| \| \| \| \| \| \| \| \| \| \| \| 5. Clemencia de Habsburgo \| \| \| \| \| \| \| \| \| \| \| \| \| \| \| \| \| \| \| \| \| \| \| \| \| \| \| \| \| \| \| \| \| \| \| \| \| \| \| \| \| \| \| \| \| \| \| \| \| \| \| \| \| \| 11. Gertrudis de Hohenberg \| \| \| \| \| \| \| \| \| \| \| \| \| \| \| \| \| \| \| \| \| \| \| \| \| \| \| \| \| \| \| \| \| \| \| \| \| \| \| \| \| \| \| \| \| \| \| \| \| \| \| \| \| \| 1. Luis I de Hungría \| \| \| \| \| \| \| \| \| \| \| \| \| \| \| \| \| \| \| \| \| \| \| \| \| \| \| \| \| \| \| \| \| \| \| \| \| \| \| \| \| \| \| \| \| \| \| \| \| \| \| \| \| \| 24. Conrado I de Mazovia \| \| \| \| \| \| \| \| \| \| \| \| \| \| \| \| \| \| \| \| \| \| \| \| \| \| \| \| \| \| \| \| \| \| \| \| \| \| \| \| \| \| \| \| \| \| \| \| \| \| \| \| \| \| 12. Casimiro I de Cuyavia \| \| \| \| \| \| \| \| \| \| \| \| \| \| \| \| \| \| \| \| \| \| \| \| \| \| \| \| \| \| \| \| \| \| \| \| \| \| \| \| \| \| \| \| \| \| \| \| \| \| \| \| \| \| 25. Agafia Sviatoslavna del Rus \| \| \| \| \| \| \| \| \| \| \| \| \| \| \| \| \| \| \| \| \| \| \| \| \| \| \| \| \| \| \| \| \| \| \| \| \| \| \| \| \| \| \| \| \| \| \| \| \| \| \| \| \| \| 6. Vladislao I de Polonia \| \| \| \| \| \| \| \| \| \| \| \| \| \| \| \| \| \| \| \| \| \| \| \| \| \| \| \| \| \| \| \| \| \| \| \| \| \| \| \| \| \| \| \| \| \| \| \| \| \| \| \| \| \| 26. Casimiro I de Opole \| \| \| \| \| \| \| \| \| \| \| \| \| \| \| \| \| \| \| \| \| \| \| \| \| \| \| \| \| \| \| \| \| \| \| \| \| \| \| \| \| \| \| \| \| \| \| \| \| \| \| \| \| \| 13. Eufrósine de Opole \| \| \| \| \| \| \| \| \| \| \| \| \| \| \| \| \| \| \| \| \| \| \| \| \| \| \| \| \| \| \| \| \| \| \| \| \| \| \| \| \| \| \| \| \| \| \| \| \| \| \| \| \| \| 27. ¿Viola de Bulgaria? \| \| \| \| \| \| \| \| \| \| \| \| \| \| \| \| \| \| \| \| \| \| \| \| \| \| \| \| \| \| \| \| \| \| \| \| \| \| \| \| \| \| \| \| \| \| \| \| \| \| \| \| \| \| 3. Isabel de Polonia \| \| \| \| \| \| \| \| \| \| \| \| \| \| \| \| \| \| \| \| \| \| \| \| \| \| \| \| \| \| \| \| \| \| \| \| \| \| \| \| \| \| \| \| \| \| \| \| \| \| \| \| \| \| 28. Vladislao Odonic \| \| \| \| \| \| \| \| \| \| \| \| \| \| \| \| \| \| \| \| \| \| \| \| \| \| \| \| \| \| \| \| \| \| \| \| \| \| \| \| \| \| \| \| \| \| \| \| \| \| \| \| \| \| 14. Boneslao IV Piast \| \| \| \| \| \| \| \| \| \| \| \| \| \| \| \| \| \| \| \| \| \| \| \| \| \| \| \| \| \| \| \| \| \| \| \| \| \| \| \| \| \| \| \| \| \| \| \| \| \| \| \| \| \| 29. Eduviges Odonic \| \| \| \| \| \| \| \| \| \| \| \| \| \| \| \| \| \| \| \| \| \| \| \| \| \| \| \| \| \| \| \| \| \| \| \| \| \| \| \| \| \| \| \| \| \| \| \| \| \| \| \| \| \| 7. Eduviges de Kalisz \| \| \| \| \| \| \| \| \| \| \| \| \| \| \| \| \| \| \| \| \| \| \| \| \| \| \| \| \| \| \| \| \| \| \| \| \| \| \| \| \| \| \| \| \| \| \| \| \| \| \| \| \| \| 30. Bela IV de Hungría \| \| \| \| \| \| \| \| \| \| \| \| \| \| \| \| \| \| \| \| \| \| \| \| \| \| \| \| \| \| \| \| \| \| \| \| \| \| \| \| \| \| \| \| \| \| \| \| \| \| \| \| \| \| 15. Yolanda de Hungría \| \| \| \| \| \| \| \| \| \| \| \| \| \| \| \| \| \| \| \| \| \| \| \| \| \| \| \| \| \| \| \| \| \| \| \| \| \| \| \| \| \| \| \| \| \| \| \| \| \| \| \| \| \| 31. María Láscarina \| \| \| \| \| \| \| \| \| \| \| \| \| \| \| \| \| \| \| \| \| \| \| \| \| \| \| \| \| \| \| \| \| \| \| \| \| \| \| \| \| \| \| \| \| \| \| \| \| \| \| \| |                                   |  |  |  |  |  |  |  |  |  |  |  |  |  |  |  |
| |                                   |  |  |  |  |  |  |  |  |  |  |  |  |  |  |  |
| | 16. Carlos de Anjou               |  |  |  |  |  |  |  |  |  |  |  |  |  |  |  |
| |                                   |  |  |  |  |  |  |  |  |  |  |  |  |  |  |  |
| |                                   |  |  |  |  |  |  |  |  |  |  |  |  |  |  |  |
| | 8. Carlos II de Anjou             |  |  |  |  |  |  |  |  |  |  |  |  |  |  |  |
| |                                   |  |  |  |  |  |  |  |  |  |  |  |  |  |  |  |
| |                                   |  |  |  |  |  |  |  |  |  |  |  |  |  |  |  |
| | 17. Beatriz de Provenza           |  |  |  |  |  |  |  |  |  |  |  |  |  |  |  |
| |                                   |  |  |  |  |  |  |  |  |  |  |  |  |  |  |  |
| |                                   |  |  |  |  |  |  |  |  |  |  |  |  |  |  |  |
| | 4. Carlos Martel de Anjou-Sicilia |  |  |  |  |  |  |  |  |  |  |  |  |  |  |  |
| |                                   |  |  |  |  |  |  |  |  |  |  |  |  |  |  |  |
| |                                   |  |  |  |  |  |  |  |  |  |  |  |  |  |  |  |
| | 18. Esteban V de Hungría          |  |  |  |  |  |  |  |  |  |  |  |  |  |  |  |
| |                                   |  |  |  |  |  |  |  |  |  |  |  |  |  |  |  |
| |                                   |  |  |  |  |  |  |  |  |  |  |  |  |  |  |  |
| | 9. María de Hungría               |  |  |  |  |  |  |  |  |  |  |  |  |  |  |  |
| |                                   |  |  |  |  |  |  |  |  |  |  |  |  |  |  |  |
| |                                   |  |  |  |  |  |  |  |  |  |  |  |  |  |  |  |
| | 19. Isabel de Cumania             |  |  |  |  |  |  |  |  |  |  |  |  |  |  |  |
| |                                   |  |  |  |  |  |  |  |  |  |  |  |  |  |  |  |
| |                                   |  |  |  |  |  |  |  |  |  |  |  |  |  |  |  |
| | 2. Carlos I de Hungría            |  |  |  |  |  |  |  |  |  |  |  |  |  |  |  |
| |                                   |  |  |  |  |  |  |  |  |  |  |  |  |  |  |  |
| |                                   |  |  |  |  |  |  |  |  |  |  |  |  |  |  |  |
| | 20. Alberto IV de Habsburgo       |  |  |  |  |  |  |  |  |  |  |  |  |  |  |  |
| |                                   |  |  |  |  |  |  |  |  |  |  |  |  |  |  |  |
| |                                   |  |  |  |  |  |  |  |  |  |  |  |  |  |  |  |
| | 10. Rodolfo I de Habsburgo        |  |  |  |  |  |  |  |  |  |  |  |  |  |  |  |
| |                                   |  |  |  |  |  |  |  |  |  |  |  |  |  |  |  |
| |                                   |  |  |  |  |  |  |  |  |  |  |  |  |  |  |  |
| | 21. Helviga de Kiburgo            |  |  |  |  |  |  |  |  |  |  |  |  |  |  |  |
| |                                   |  |  |  |  |  |  |  |  |  |  |  |  |  |  |  |
| |                                   |  |  |  |  |  |  |  |  |  |  |  |  |  |  |  |
| | 5. Clemencia de Habsburgo         |  |  |  |  |  |  |  |  |  |  |  |  |  |  |  |
| |                                   |  |  |  |  |  |  |  |  |  |  |  |  |  |  |  |
| |                                   |  |  |  |  |  |  |  |  |  |  |  |  |  |  |  |
| | 11. Gertrudis de Hohenberg        |  |  |  |  |  |  |  |  |  |  |  |  |  |  |  |
| |                                   |  |  |  |  |  |  |  |  |  |  |  |  |  |  |  |
| |                                   |  |  |  |  |  |  |  |  |  |  |  |  |  |  |  |
| | 1. Luis I de Hungría              |  |  |  |  |  |  |  |  |  |  |  |  |  |  |  |
| |                                   |  |  |  |  |  |  |  |  |  |  |  |  |  |  |  |
| |                                   |  |  |  |  |  |  |  |  |  |  |  |  |  |  |  |
| | 24. Conrado I de Mazovia          |  |  |  |  |  |  |  |  |  |  |  |  |  |  |  |
| |                                   |  |  |  |  |  |  |  |  |  |  |  |  |  |  |  |
| |                                   |  |  |  |  |  |  |  |  |  |  |  |  |  |  |  |
| | 12. Casimiro I de Cuyavia         |  |  |  |  |  |  |  |  |  |  |  |  |  |  |  |
| |                                   |  |  |  |  |  |  |  |  |  |  |  |  |  |  |  |
| |                                   |  |  |  |  |  |  |  |  |  |  |  |  |  |  |  |
| | 25. Agafia Sviatoslavna del Rus   |  |  |  |  |  |  |  |  |  |  |  |  |  |  |  |
| |                                   |  |  |  |  |  |  |  |  |  |  |  |  |  |  |  |
| |                                   |  |  |  |  |  |  |  |  |  |  |  |  |  |  |  |
| | 6. Vladislao I de Polonia         |  |  |  |  |  |  |  |  |  |  |  |  |  |  |  |
| |                                   |  |  |  |  |  |  |  |  |  |  |  |  |  |  |  |
| |                                   |  |  |  |  |  |  |  |  |  |  |  |  |  |  |  |
| | 26. Casimiro I de Opole           |  |  |  |  |  |  |  |  |  |  |  |  |  |  |  |
| |                                   |  |  |  |  |  |  |  |  |  |  |  |  |  |  |  |
| |                                   |  |  |  |  |  |  |  |  |  |  |  |  |  |  |  |
| | 13. Eufrósine de Opole            |  |  |  |  |  |  |  |  |  |  |  |  |  |  |  |
| |                                   |  |  |  |  |  |  |  |  |  |  |  |  |  |  |  |
| |                                   |  |  |  |  |  |  |  |  |  |  |  |  |  |  |  |
| | 27. ¿Viola de Bulgaria?           |  |  |  |  |  |  |  |  |  |  |  |  |  |  |  |
| |                                   |  |  |  |  |  |  |  |  |  |  |  |  |  |  |  |
| |                                   |  |  |  |  |  |  |  |  |  |  |  |  |  |  |  |
| | 3. Isabel de Polonia              |  |  |  |  |  |  |  |  |  |  |  |  |  |  |  |
| |                                   |  |  |  |  |  |  |  |  |  |  |  |  |  |  |  |
| |                                   |  |  |  |  |  |  |  |  |  |  |  |  |  |  |  |
| | 28. Vladislao Odonic              |  |  |  |  |  |  |  |  |  |  |  |  |  |  |  |
| |                                   |  |  |  |  |  |  |  |  |  |  |  |  |  |  |  |
| |                                   |  |  |  |  |  |  |  |  |  |  |  |  |  |  |  |
| | 14. Boneslao IV Piast             |  |  |  |  |  |  |  |  |  |  |  |  |  |  |  |
| |                                   |  |  |  |  |  |  |  |  |  |  |  |  |  |  |  |
| |                                   |  |  |  |  |  |  |  |  |  |  |  |  |  |  |  |
| | 29. Eduviges Odonic               |  |  |  |  |  |  |  |  |  |  |  |  |  |  |  |
| |                                   |  |  |  |  |  |  |  |  |  |  |  |  |  |  |  |
| |                                   |  |  |  |  |  |  |  |  |  |  |  |  |  |  |  |
| | 7. Eduviges de Kalisz             |  |  |  |  |  |  |  |  |  |  |  |  |  |  |  |
| |                                   |  |  |  |  |  |  |  |  |  |  |  |  |  |  |  |
| |                                   |  |  |  |  |  |  |  |  |  |  |  |  |  |  |  |
| | 30. Bela IV de Hungría            |  |  |  |  |  |  |  |  |  |  |  |  |  |  |  |
| |                                   |  |  |  |  |  |  |  |  |  |  |  |  |  |  |  |
| |                                   |  |  |  |  |  |  |  |  |  |  |  |  |  |  |  |
| | 15. Yolanda de Hungría            |  |  |  |  |  |  |  |  |  |  |  |  |  |  |  |
| |                                   |  |  |  |  |  |  |  |  |  |  |  |  |  |  |  |
| |                                   |  |  |  |  |  |  |  |  |  |  |  |  |  |  |  |
| | 31. María Láscarina               |  |  |  |  |  |  |  |  |  |  |  |  |  |  |  |
| |                                   |  |  |  |  |  |  |  |  |  |  |  |  |  |  |  |
| |                                   |  |  |  |  |  |  |  |  |  |  |  |  |  |  |  |

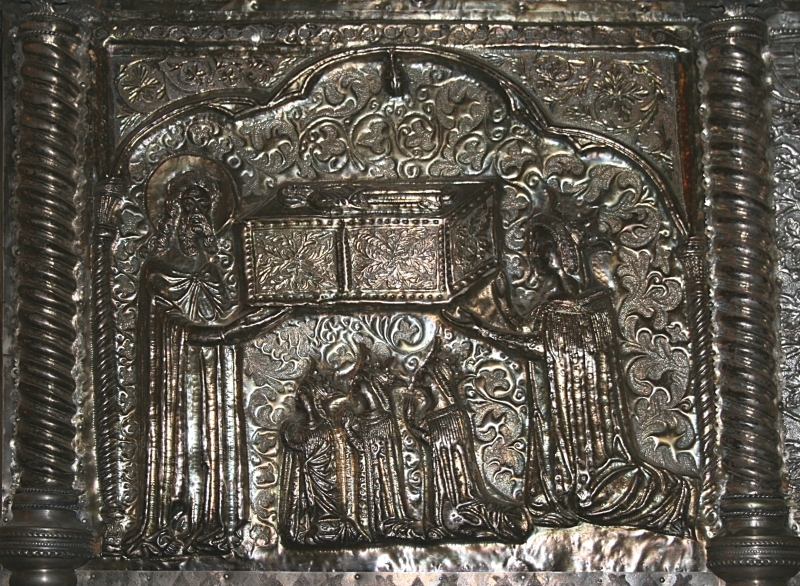
Isabel de Bosnia y sus tres hijas ilustradas en una plancha metálica en Zagreb.

La primera esposa de Luis, Margarita, era la hija mayor de Carlos, margrave de Moravia, y su primera esposa, Blanca Margarita de Valois. Nació en 1335. La fecha exacta de su matrimonio con Luis es desconocida, pero ocurrió entre 1342 y 1345. Margarita murió sin hijos el 7 de septiembre de 1349.
Según la Crónica de Parthénope, los príncipes napolitanos que Luis había encarcelado durante su primera campaña en el sur de Italia le propusieron casarse con la hermana menor y heredera de la reina Juana I, María. Era la viuda de Carlos de Durazzo, ejecutado por órdenes de Luis. Durante el asedio de Aversa en el verano de 1350, Luis se encontró con su enviado en la cercana Trentola-Ducenta y aceptó los términos del matrimonio. Sin embargo, María se vio obligada a casarse con Roberto del Balzo después de que el rey húngaro abandonó el sur de Italia.
Luis se casó con Isabel de Bosnia, posiblemente el 20 de junio de 1353. Era la hija de Esteban II de Bosnia, ban de Bosnia, y su esposa, Isabel de Cuyavia. El parentesco de Luis y su nueva esposa estaba dentro del grado prohibido, porque la madre de Luis y la abuela de su esposa eran primas, pero solicitaron una dispensa papal solo unos cuatro meses después de su matrimonio. El historiador Iván Bertényi indicó que esta prisa sugiere que Isabel —quien había estaba viviendo en la corte de la madre de Luis— estaba embarazada en el momento de la unión nupcial. Si esta teoría es válida, el primer hijo de Luis y su esposa nació muerto. Su siguiente hija, Catalina, nació en 1370 y murió en 1378. La hija siguiente, María —sucesora de Luis en Hungría— nació en 1371. La hija menor Eduviges —nacida en 1373— se convirtió en reina de Polonia.

## Legado

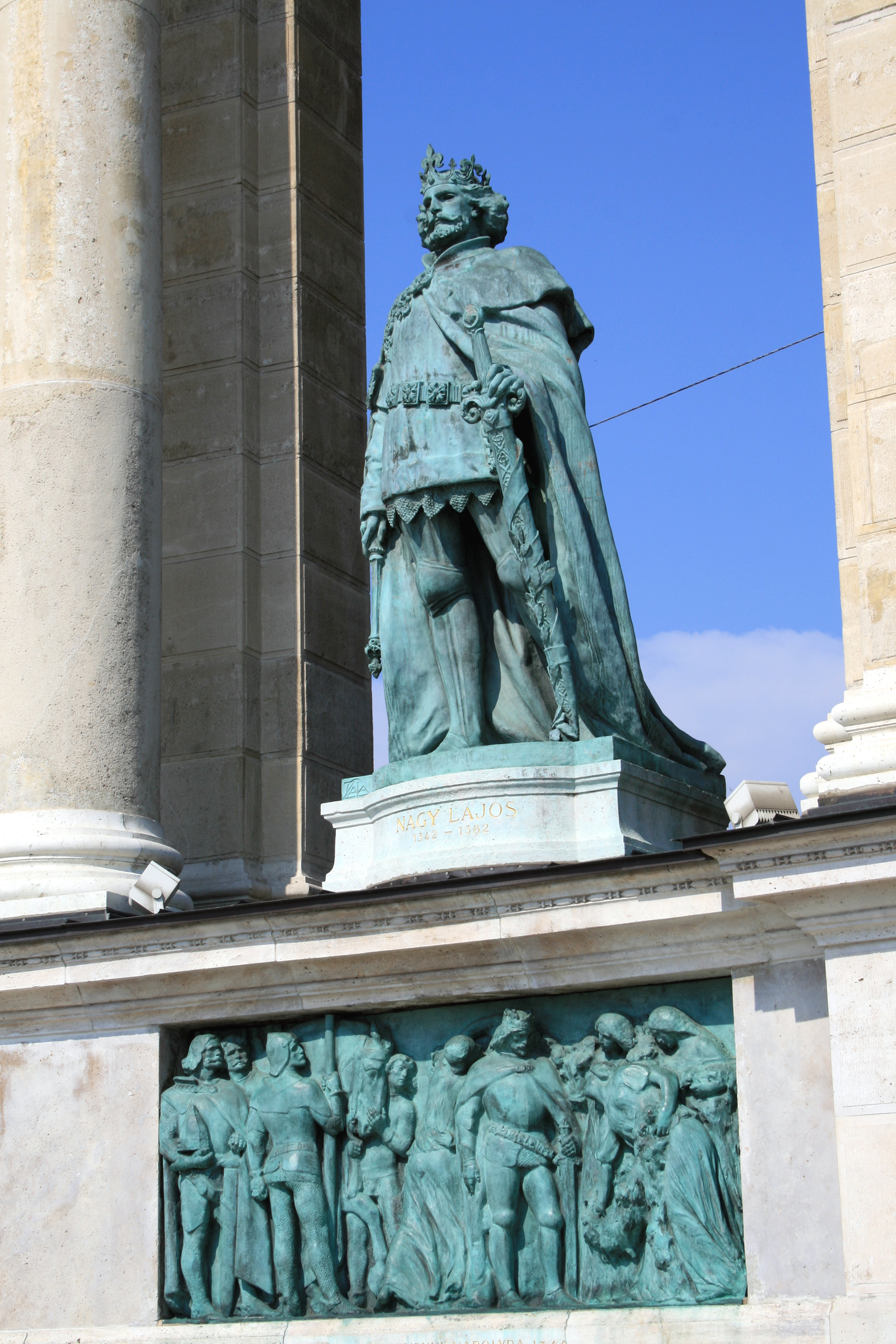
Estatua del rey Luis I en el Monumento del Milenio (plaza de los Héroes, Budapest).

En Hungría, Luis es el único monarca conocido con el apelativo «el Grande». Es mencionado con este nombre no solo en las crónicas húngaras de los siglos XIV y XV, sino también en una genealogía del siglo XVII de los Capetos. Tanto su personalidad caballeresca como sus exitosas campañas militares contribuyeron al desarrollo de su fama como «gran rey». De hecho, casi en cada año durante su reinado libró algún enfrentamiento militar. «Siempre deseó la paz en el país y la guerra en el extranjero, ya que ninguna de ellas puede hacerse sin la otra», según la crónica de Antonio Bonfini a finales del siglo XV. El historiador Enikő Csukovits indicó que las acciones militares de Luis demuestran que mantuvo y consolidó la política de su padre a través de la recuperación de Croacia y Dalmacia y las guerras en el sur de Italia, Lituania y la península balcánica. Por otro lado, Pál Engel aseguró que «muchas veces las expediciones de Luis carecían de un objetivo realista[,] incluso un pretexto razonable [...] fue la guerra misma lo que le daba placer».
En la época del nacionalismo romántico, la Hungría durante el reinado de Luis era descrita como un imperio «cuyas costas eran bañadas por tres mares» en referencia a los mares Adriático, Báltico y Negro. Por ejemplo, en 1845 el poeta Sándor Petőfi se refirió al reinado de Luis como un período en que «las estrellas que caían del norte, el este y el sur se extinguían en los mares húngaros». Sin embargo, esto carece de rigor histórico, ya que Polonia permaneció independiente durante el reinado de Luis y sus fronteras no se extendieron hasta al mar Báltico y la suzeranía húngara a lo largo de las costas noroccidentales del mar Negro también es incierta.
En la historiografía polaca coexistieron dos valoraciones contrastantes del reinado de Luis. La línea «pesimista» se remonta a las opiniones del cronista Jan de Czarnków, de finales del siglo XIV, quien fue desterrado de Polonia en esa época. Czarnków resaltó que «no había estabilidad en el Reino de Polonia» y los funcionarios reales «continuamente saqueaban la propiedad de los pobres» durante el reinado de Luis. Por el contrario, la línea «optimista» sostiene que el rey húngaro continuó la política de Casimiro III «el Grande» de preservar la unidad nacional ante las amenazas de los magnates separatistas de la Gran Polonia asistidos de señores feudales de la Pequeña Polonia.
Juan de Küküllő mencionó que Luis «no gobernaba ni con pasión ni arbitrariedad, sino más bien como guardián de la justicia». Antonio Bonfini también le describió como un «rey justo» que caminaba disfrazado entre sus súbditos para protegerlos de los actos arbitrarios de los oficiales reales. Incluso, Jan de Czarnków destacó que Luis «no gobernó de manera absoluta, sino que, al contrario, los fundamentos [...] de libertad [de los polacos] fueron puestos por él».
Según el historiador László Kontler, los nuevos palacios y castillos construidos en Zólyom, Diósgyőr y otros lugares de cacería favoritos de Luis eran «obras maestras con los más altos estándares europeos» para su tiempo. Luis inició la compilación de la Crónica iluminada (Chronicon Pictum), que conservó el texto de manuscritos anteriores. Las 147 miniaturas que la adornan atestiguan la habilidad de los copistas húngaros durante el reinado de Luis.